# Перегонка (Ярмолинецкий район)
Перегонка (укр. Перегінка) — село в Ярмолинецком районе Хмельницкой области Украины.
Население по переписи 2001 года составляло 636 человек. Почтовый индекс — 32121. Телефонный код — 3853. Занимает площадь 1,683 км². Код КОАТУУ — 6825886403.

## Местный совет
32120, Хмельницкая обл., Ярмолинецкий р-н, с. Скаржинцы